# Sad Eyes

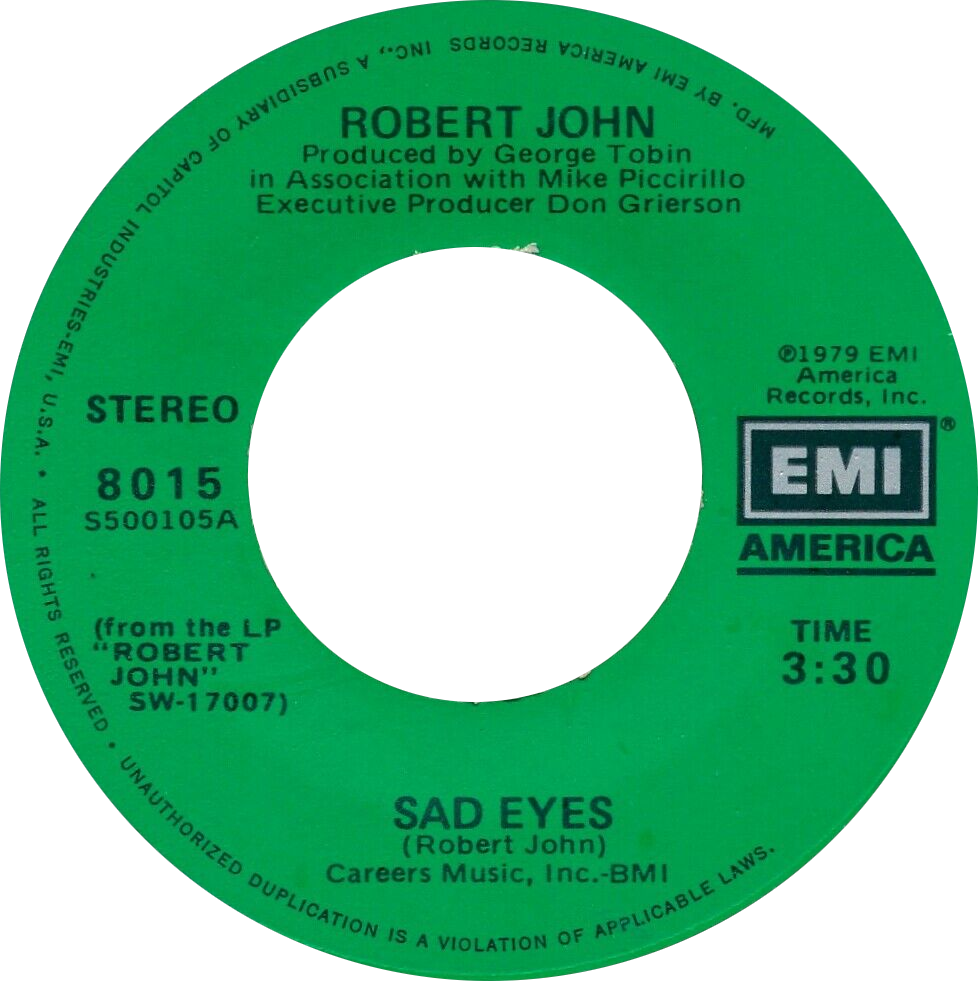
A-Seite der Single zu Sad Eyes von Robert John

Sad Eyes ist ein Softrock-Song von Robert John, der von ihm geschrieben und von George Tobin und Mike Piccirillo produziert wurde. Er erschien im April 1979 als Single und wurde im Mai auf Johns selbstbetiteltem Album veröffentlicht.

## Geschichte
Im Lied geht es um eine Trennung. Sad Eyes ist einer der wenigen Nummer-eins-Hits des Jahres 1979 in den Billboard Hot 100, der nicht der Musikrichtung Disco entsprach. Darlene Love steuert den Hintergrundgesang bei.

## Coverversionen
- 1979: James Last
- 1979: Adam & Eve (Leben)